# Université nationale Cheng Kung
L'université nationale Cheng Kung (chinois traditionnel : 國立成功大學 ; pinyin : guólì chéng gōng dàxué) est une université publique taïwanaise, se situant dans le district Est de Tainan. Son abréviation est NCKU, du nom anglais National Cheng Kung University. En chinois, le nom est résumé à 成大 (pinyin: chéng dà). Elle porte le nom de Koxinga (Zhèng Chénggōng), qui a vaincu les Néerlandais et fondé le royaume de Tungning, premier régime d'occupation d'origine chinoise de l'histoire de l'île.
NCKU est une des plus prestigieuses universités à Taiwan avec une solide réputation en science, ingénierie, médecine et management. Selon le Times Higher Education, elle est classée deuxième ou troisième des universités du pays. De nombreuses études à travers les années ont montré que ses étudiants étaient très convoités par les entreprises taïwanaises.

## Présentation
En 2005, il y a environ 22 000 étudiants au sein de NCKU, rassemblés dans 9 collèges, 40 départements, 82 instituts de hautes études et 55 centres de recherche. Depuis 2006, le ministère de l'Éducation a offert 1,7 milliard de NT$ annuellement pour cinq années consécutives en récompense de ses excellentes performances et potentiels académiques.

## Historique
L'université nationale Cheng Kung a été inaugurée sous l'occupation japonaise en janvier 1931 comme université technique de Tainan (臺南高等工業學校, renommée de 1942 à 1945 臺南工業專門學校). Après la fin de l'occupation japonaise, l'école a été renommée Université provinciale junior de technologie de Taiwan (台灣省立台南工業專科學校), puis Université provinciale d'ingénierie de Taiwan (台灣省立工學院).
Quand le gouvernement central de la république de Chine a déménagé à Taiwan en 1949, NCKU était une des trois universités taïwanaises. Le nombre augmentant, elle a été renommée université provinciale en 1956 puis université nationale en 1971. L'ancien ministre de l'éducation Wu Jin a été le premier directeur de l'université nationale Cheng Kung.

## Campus

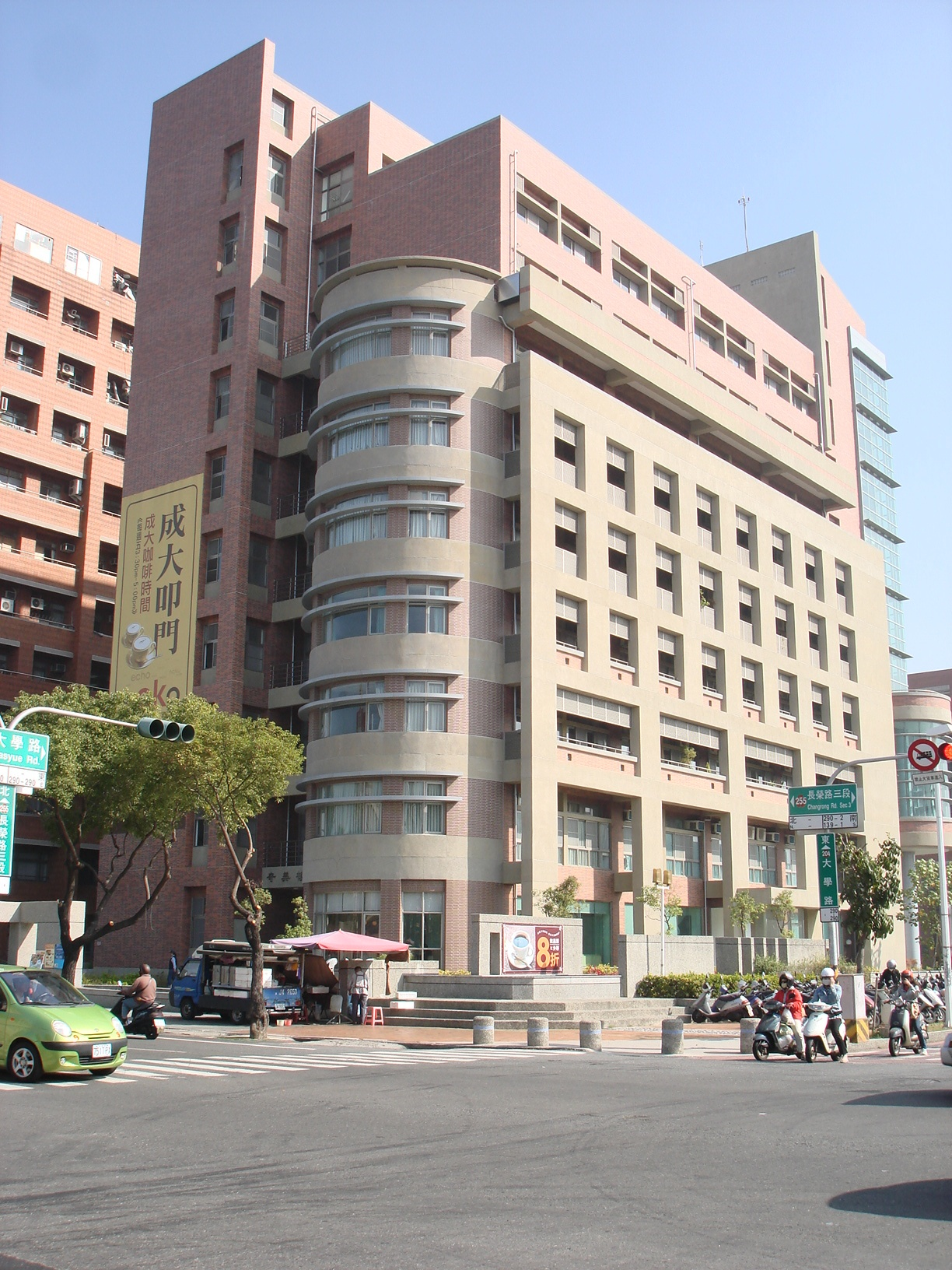
Bâtiment Chi Mei, campus Tzu-Chiang.

NCKU possède onze campus : Cheng-Kung, Sheng-Li, Kuang-Fu, Cheng-Xin, Tzu-Chiang, Ching-Yeh, Li-Hsing, Dong Ning, Kuei-Jen, An-Nan et Dou-Liou.
Le 12 janvier 2011, le bâtiment de recherche Y. S. Sun Green a été inauguré. Il s'agit du premier centre écologique d'éducation au monde et en Taiwan respectant le principe de neutralité carbone.

## Organisation
L'université est organisée en neuf collèges : arts libéraux, sciences sociales, management, sciences, ingénierie, médecine, électricité & informatique, planification & design, et biologie & biotechnologies.

## Personnalités liées à l'université

### Directeurs
Les directeurs de l'université sont :
- Shih-an Wang (1946–1952) ;
- Ta-chun Chin (1952–1957) ;
- Cheng-hsing Yen (1957–1965) ;
- Yun-ping Lo (1965–1971) ;
- Chao Nee (1971–1978) ;
- Wei-noon Wang (1978–1980) ;
- Han-min Hsia (1980–1988) ;
- Jer-ru Maa (1988–1994) ;
- Jin Wu (1994–1996) ;
- Ting-chia Huang (1996-1997) ;
- Cheng-i Weng (1997–2000) ;
- Hung-shan Weng (2000–2001) ;
- Chiang Kao (2001–2007) ;
- Michael M. C. Lai (2007-2011) ;
- Hwung-hweng Hwung (2011-2015) ;
- Su Huey-jen (2015-2023) ;
- Meng-ru Shen (depuis 2023).

### Étudiants

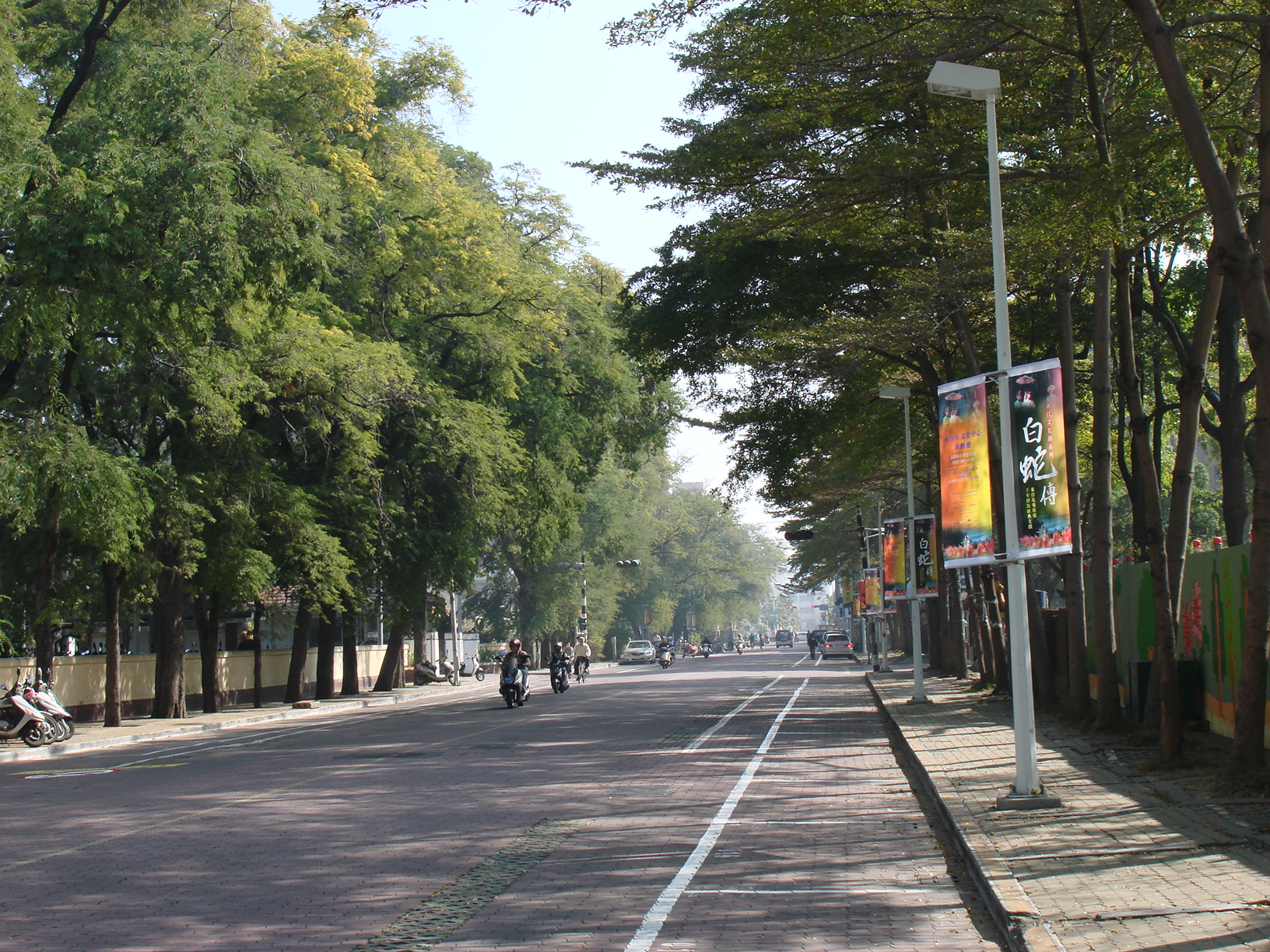
Avenue de l'université.

- Samuel Ting, prix Nobel de physique 1976.
- Pai Hsien-yung et Cheng Nan-jung, majors en ingénierie pendant un an avant de se tourner vers l'humanitaire.
- Chu Ching-wu, physicien.
- Lung Ying-tai, essayiste et critique, ministre de la Culture.
- Wang Chien-shien, personnalité politique.
- Wu Po-hsiung, ancien maire de Taipei et président du Kuomintang.
- Chung Laung Liu, scientifique en informatique.
- Chu-yuan Lee, architecte, directeur du design de Taipei 101.
- Lin Hsin-i, président de l'Industrial Technology Research Institute.
- Yi-Bing Lin, vice-président de l'office de recherche et développement de l'université nationale Chiao Tung.
- Tze-Chiang Chen, IBM Fellow, vice-président de sciences et technologies au Centre de recherche Thomas J. Watson, IBM Research Division.
- Ken P. Chong, directeur de la division mécanique et matériaux de l'U.S. National Science Foundation.
- Mao Chi-kuo, ministre des Transports et des Communications.
- Jennie S. Hwang, premier Chinois membre de l'Académie nationale d'ingénierie des États-Unis.
- Huang Wei, professeur du département d'ingénierie électrique de l'université Columbia.
- Zeng Fan-cheng, vice-PDG de Taiwan Semiconductor Manufacturing Company.
- Xu Xiang, directeur de MSI.
- Zheng Chong-hua, directeur de Delta Electronics.
- Luo Zhi-xian, PDG de Uni-Président Enterprises Corporation.
- Ou Chin-der, PDG de Taiwan High Speed Rail Corporation.
- He Shou-chuan, directeur de Bank SinoPac.
- Yu An-tian, directeur de la branche taïwanaise de KPMG.
- Wei Xing-xiong, directeur de China Airlines.
- Mike Liang, président de la branche taïwanaise de Amkor Technology.